# نیکولا مینیار

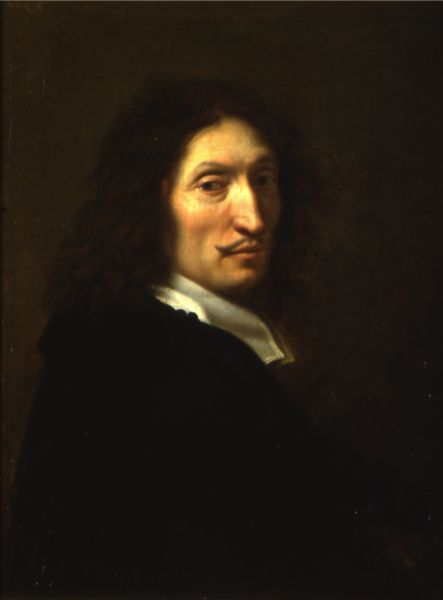
خود نگاره، ۱۶۶۸–۱۶۲۱، موزه کالوه

نیکولا مینیار (به فرانسوی: Nicolas Mignard) با نام دیگر مینیار آوینیون، (۷ فوریه ۱۶۰۶ (غسل تعمید) – ۲۰ مارس ۱۶۶۸) نقاش فرانسوی بود که به دلیل نقاشی صحنه‌ها و پرتره‌های مذهبی و اساطیری معروف بود. او بیشتر عمر فعال خود را در آوینیون گذراند و نقاشی‌های مذهبی و اساطیری را برای مؤسسات مذهبی و کارگاه‌های مجسمه‌سازی خلق کرد اما به عنوان نقاش دربار در پاریس به کار خود پایان داد.

## زندگی‌نامه
نیکولا مینیار در سال ۱۶۰۶ در تروا به دنیا آمد. خانواده او صنعتگر بودند. وی برادر بزرگتر پیر مینیار بود که بعدها به یکی از نقاشان برجسته فرانسوی قرن ۱۷ و رقیب شارل لبرون تبدیل شد.

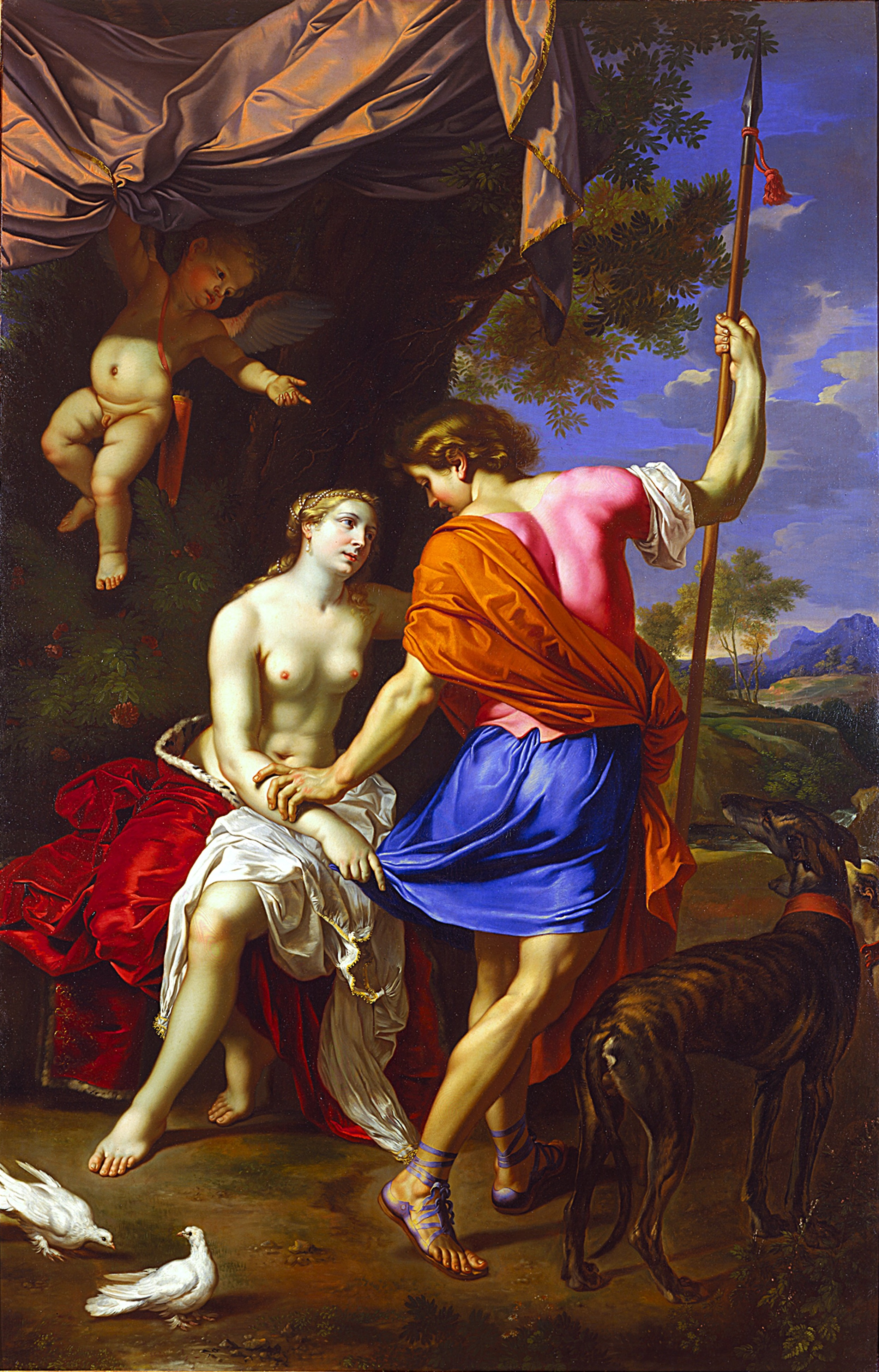
ونوس و آدونیس، حدود ۱۶۵۰

وی در آستانه یادبود آلفونس-لوئی دو پلزی، اسقف اعظم و کاردینال لیون و برادر کاردینال ریشلیو به رم سفر کرد. مینیار در سال ۱۶۳۶ پس از اجرای چندین سری چاپ فلزی در رم، عمدتاً پس از آثار آنیباله کاراچی، به آوینیون بازگشت. در آن جا بیشتر برای مؤسسات مذهبی و همچنین تزیینات مربوط به اقامتگاه‌های ییلاقی نقاشی می‌کرد. او با مارگریت آوریل ازدواج کرد. پسرش پل مینیار نقاش شد و پسر دیگرش پیر مینیار دوم نقاش و معمار شد.

## آثار

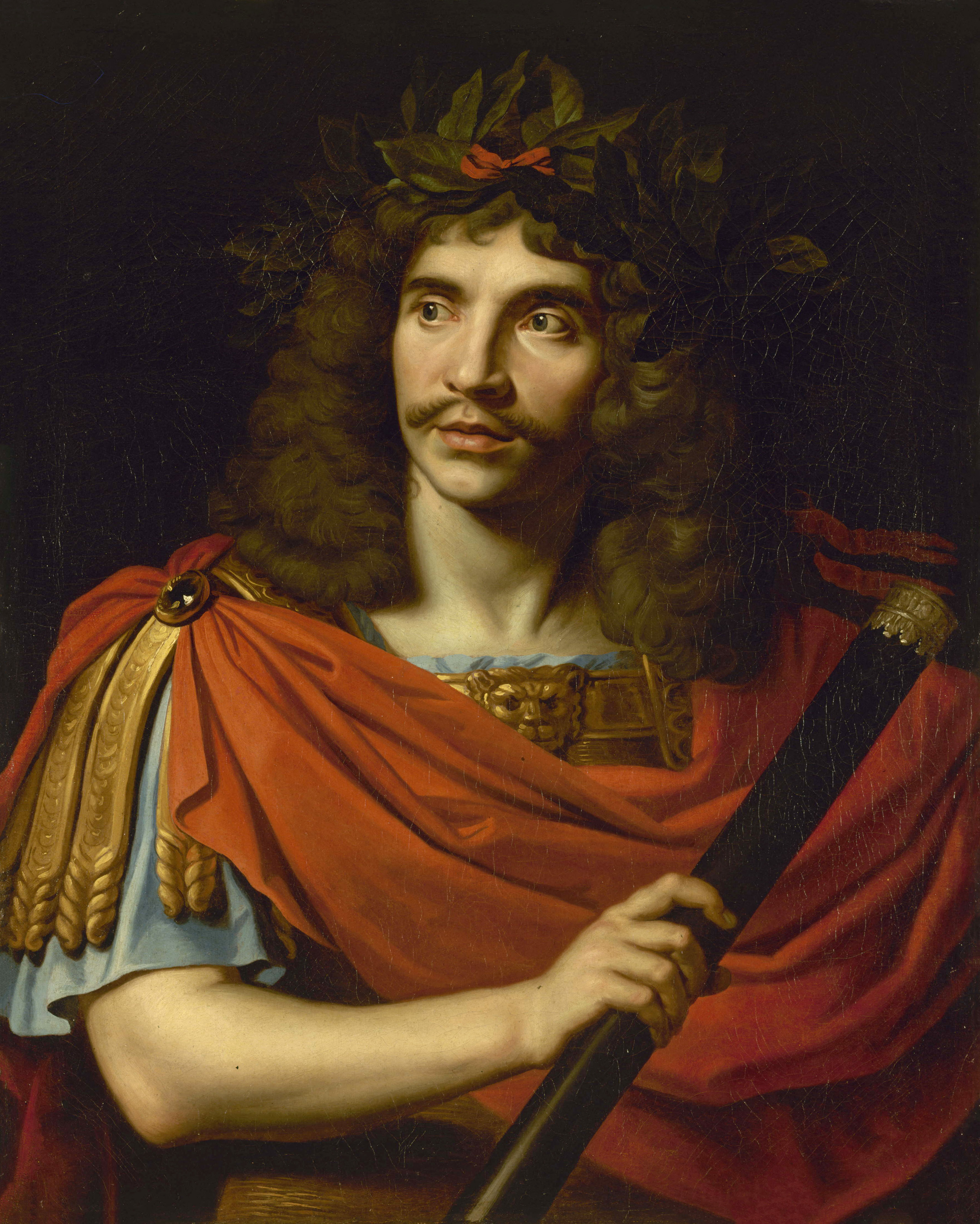
مولیر در نقش ژولیوس سزار، ۱۶۵۶

مینیار صحنه‌های تاریخی و همچنین پرتره‌ها را نقاشی می‌کرد. در حالی که او بیشتر زندگی خود را در آوینیون گذراند، برادر کوچکترش پیر، در پاریس تا حدودی تحت‌الشعاع قرار گرفت. پس از مرگ وی، نقاشی‌های نیکولا مینیار بیشتر در آوینیون یا شهرهای کوچک اطراف آن ماند. در طول انقلاب فرانسه، نقاشی‌های بسیاری از صاحبان آن‌ها سلب مالکیت شد. بسیاری از آثار نیکولا که به این ترتیب مصادره شدند بعداً به اشتباه به برادرش پیر منتسب شدند.